# Richard Lynch
Pour les articles homonymes, voir Lynch.
Richard Lynch est un acteur américain né le 12 février 1940 à New York et mort le 19 juin 2012 à Yucca Valley, en Californie.

## Biographie
Né dans une famille d'origine irlandaise, Richard Lynch sert dans sa jeunesse dans le Corps des Marines des États-Unis, durant 4 ans. À son retour de l'armée, il multiplie les emplois précaires.  
En 1962, alors qu'il travaille dans un hôtel, il se rend durant sa pause déjeuner aux répétitions d'une troupe de théâtre de Greenwich Village : c'est une véritable révélation. Sa carrière d'acteur débute alors, notamment dans le Off-Broadway. Il se met à consommer régulièrement diverses drogues.  
En juin 1967, sous l'influence de plusieurs psychotropes, il s'immole par le feu en plein Central Park. Il est emmené aux urgences avec un pronostic vital engagé, le corps brûlé à plus de 70 %. Contre toute attente, il survivra à ses blessures, et subira de nombreuses greffes et opérations chirurgicales. Définitivement sevré de la drogue, il hésite à se retirer dans un monastère. Il témoigne d'ailleurs de son expérience dramatique dans un documentaire. Finalement son amour du théâtre l'emporte et il remonte sur les planches dès l'année suivante. 
Son visage marqué par ses brûlures lui vaut de se spécialiser dans les rôles de méchants, ou du moins de personnages inquiétants. On le remarque d'abord dans un film prestigieux, L'Épouvantail, Palme d'or au Festival de Cannes, où il incarne un détenu qui agresse le personnage joué par Al Pacino. Il apparaît ensuite dans de nombreux films de genre, et reçoit un Saturn Award en 1983. Il joue aussi dans toutes les grandes séries télévisées des années 70 et 80, souvent en Special Guest Star. 
Il est trouvé mort à son domicile le 19 juin 2012 par son amie, l'actrice Carol Vogel. Le décès est dû à une crise cardiaque. Conformément à ses dernières volontés, il a été fait don de son corps à la science.
En décembre 2020, plusieurs de ses amis, réalisateurs, partenaires de jeu et membres de sa famille lui rendent hommage dans un livre souvenir, Richard Lynch - Le feu de la passion, de Patrick Loubatière.

## Filmographie

### Cinéma
- 1973 : L'Épouvantail (Scarecrow) de Jerry Schatzberg : Riley
- 1973 : Police Puissance 7 (The Seven-Ups) de Philip D’Antoni : Moon
- 1974 : La Chasse sanglante (Open Season) de Peter Collinson : Art
- 1974 : Madame (The Happy Hooker) de Nicholas Sgarro : le policier
- 1976 : The Premonition de Robert Allen Schnitzer (it) : Jude
- 1976 : Meurtres sous contrôle (God Told Me To) de Larry Cohen : Bernard Phillips
- 1977 : The Baron de Phillip Fenty : Joey
- 1977 : Les Risque-tout (Stunts) de Mark L. Lester : Pete Lustig
- 1978 : Les Gladiateurs de l'an 3000 (Deathsport) de Nicholas Niciphor, Allan Arkush et Roger Corman : Ankar Moor
- 1978 : Delta fox de Beverly Sebastian et Fred Sebastian : David "Delta" Fox
- 1979 : Des nerfs d'acier (en) (Steel) de Steve Carver : Dancer
- 1980 : La Neuvième Configuration (The Ninth Configuration) de William Peter Blatty : le deuxième cycliste
- 1980 : La Formule (The Formula) de John G. Avildsen : le général Helmut Kladen / Frank Tedesco
- 1981 : L'Épée sauvage (The Sword and the Sorcerer) d'Albert Pyun : Titus Cromwell
- 1985 : Amazonia : La Jungle blanche (Inferno in diretta / Cut and Run/ Straight to Hell inferno in diretta) de Ruggero Deodato : le colonel Brian Horne
- 1985 : Savage Dawn de Simon Nuchtern : le révérend Romano
- 1985 : Invasion U.S.A. de Joseph Zito : Mikhail Rostov/Michael Hames
- 1986 : Les Barbarians (The Barbarians) de Ruggero Deodato : Kadar
- 1987 : Panics (Bad Dreams) d'Andrew Fleming : Franklin Harris
- 1987 : Nightforce, la force des ténèbres (Nightforce) de Lawrence David Foldes : Bishop
- 1988 : Little Nikita de Richard Benjamin : Scuba
- 1988 : High Stakes d'Amos Kollek : Slim
- 1989 : One Man Force de Dale Trevillion : Adams
- 1990 : Lambada, La danse interdite (The Forbidden Dance) de Greydon Clark : Benjamin Maxwell
- 1990 : Aftershock (en) de Frank Harris : le commandant Eastern
- 1990 : Return to Justice de Vincent G. Cox : le shérif Jethro Lincoln
- 1990 : Lockdown (en) de Frank Harris : James Garrett
- 1990 : Invasion Force de David A. Prior : Michael Cooper
- 1991 : The Last Hero de Derrick Louw : Montoro
- 1991 : Alligator II, la mutation (Alligator II : The Mutation) de Jon Hess : Hawk Hawkins
- 1991 : Future Cop 2 (Trancers II : The Return of Jack Deth) de Charles Band : le docteur E.D. Wardo
- 1991 : Puppet Master III : La Revanche de Toulon (Puppet Master III : Toulon's Revenge) de David DeCoteau : le major Kraus
- 1992 : Maximum force de Joseph Merhi : Max Tanabe
- 1992 : Relations interdites (Inside Edge) de Warren Clarke et William Tannen : Mario Gio
- 1993 : Merlin (Merlin : The true story of magic) de Paul Hunt : Uther Pendragon
- 1993 : Double Threat de David A. Prior : l'inspecteur Robert Fenich
- 1993 : Showdown de Leo Fong : le commandant
- 1993 : Necronomicon (H.P. Lovecraft's: Necronomicon) de Brian Yuzna, Christophe Gans et Shūsuke Kaneko, segment "Les noyés" de Christophe Gans : Jethro De LaPoer
- 1994 : Scanner Cop de Pierre David : Karl Glock
- 1994 : Roughcut de Sean P. Donahue : Monsieur Caine
- 1994 : Loving deadly de Kris Kertenian : le docteur Mel
- 1994 : Midnight Confessions d'Allan Shustak : l'inspecteur Harris
- 1994 : Dangerous waters d'Alex Wright : l'amiral
- 1994 : Death Match de Joe Coppoletta : Jimmie Fratello
- 1994 : Cyborg 3 (Cyborg 3 : The Recycler) de Michael Schroeder : Anton Lewellyn
- 1995 : Takedown de Robert J. Castaldo
- 1995 : Toughguy (Terrified) de James Merendino
- 1995 : Dragon fury de David Heavener
- 1995 : Destination Vegas de Paul Wynne
- 1995 : Midnight confessions (Voices of seduction) d'Allan Shustak
- 1996 : Vendetta de George Saunders
- 1996 : Le Loup-garou (Arizona werewolf) de Tony Zarindast
- 1996 : The garbage man de Giorgio Serafini
- 1996 : Warrior of justice de Jorgo Ognenovski et Mike Tristano
- 1996 : Diamond run de David Giancola
- 1997 : Total force de Steven Kaman
- 1997 : Ground rules de Patrick G. Donahue
- 1997 : Divine lovers de Babbar Subhash
- 1997 : Engrenage infernal (Under oath) de Dave Payne
- 1997 : Shattered illusions de Becky Best
- 1998 : Love and war II de James Tyler (+ production)
- 1998 : Enemy action de Brian Katkin
- 1999 : Eastside de Lorena David
- 1999 : Lone tiger de Warren A. Stevens
- 1999 : Lima : Breaking the silence de Menahem Golan
- 1999 : Battlestar Galactica : The second coming de Richard Hatch et Jay Woelfel (court-métrage)
- 2000 : Strike zone de J. Christian Ingvordsen
- 2000 : Ankle bracelet de William James Kennedy
- 2000 : The friggin' mafia movie de Shawn Flanagan
- 2001 : Death game de Menahem Golan
- 2001 : Out of Time (Outta time) de Lorena David
- 2001 : Crime et châtiment (Crime and punishment) de Menahem Golan
- 2002 : Reflex action de Kevin Rapp
- 2002 : Curse of the forty-niner de John Carl Buechler
- 2002 : Fabulous Shiksa in distress de J. Marshall Craig et Michael Mileham
- 2003 : Ancien guerrier (Ancient warriors) de Walter von Huene
- 2003 : Final combat de Menahem Golan
- 2003 : First watch d'Elle Travis
- 2003 : Les Portes de l'enfer (Corpses are forever) de Jose Prendes (+ production)
- 2003 : Le Baiser de la momie (The mummy's kiss) de Donald F. Glut
- 2005 : Wedding slashers de Carlos Scott (+ production)
- 2005 : The great war of Magellan de Richard Hatch (court-métrage)
- 2006 : Mil Mascaras vs. the Aztec mummy de Jeff Burr et Chip Gubera
- 2007 : Halloween de Rob Zombie
- 2009 : Laid to Rest de Robert Green Hall (en) : Mr. Jones
- 2009 : Chrome Angels de Leigh Scott
- 2009 : The Rain de Douglas Schulze
- 2010 : Resurrection de Jeff Burr : le président
- 2011 : Gun of the Black Sun de Jeff Burr : Damian Lupescu
- 2013 : The Lords of Salem de Rob Zombie : participation non créditée, son état de santé ayant entraîné son remplacement en cours de tournage par Andrew Prine

### Télévision
- 1975 : Starsky et Hutch, saison 1, épisode pilote
- 1978 : Super Jaimie, saison 3, épisode 19 : Denton
- 1979 : Vampire de E.W. Swackhamer
- 1979 : Starsky et Hutch, saison 3 épisode 22, Quadrature
- 1980 : Starsky et Hutch, saison 4 épisode 21, Starsky contre Hutch
- 1980 : Alcatraz: The Whole Shocking Story de Paul Krasny
- 1983 : Manimal, épisode 2, Illusion : Zoltan Gregory
- 1984 : L'Agence tous risques, saison 3 épisode 12, Collection (Hot Styles) : Johnny Turian
- 1985 : Supercopter, saison 3 épisode 1, Jeu truqué (The Horn of Plenty) : John Bradford Horn / Gerald Van Dorian / Neal Streep
- 1992 : Arabesque (Murder, she wrote), saison 8 épisode 17, Une ballade irlandaise : Michael O'Connor.
- 1995 : Highlander, saison 3 épisode 13, Confiance Aveugle : John Cage/Kirin
- 2003 : Charmed, saison 5 épisode 15 : Cronyn

## Voix françaises
- Michel Barbey dans :
  - L'Épouvantail
  - Invasion U.S.A.

- Philippe Ogouz (*1939 - 2019) dans Police Puissance 7
- Bernard Tiphaine(*1938 - 2021) dans The Premonition
- Pierre Arditi dans Meurtres sous contrôle
- Francis Lax (*1930 - 2013) dans Sloane, agent spécial (TV)
- Claude D'Yd (*1922 - 2009) dans Buck Rogers au XXVe siecle (TV)
- Georges Aminel (*1922 - 2007) dans L'Épée sauvage
- Alain Dorval (*1946 - 2024) dans Manimal (TV)
- Pascal Renwick (*1954 - 2006) dans Supercopter (série)
- Joël Martineau dans Les Barbarians
- Hervé Bellon dans Panics
- Thierry Mercier (*1961 - 2023) dans Alligator II, la mutation
- Roger Crouzet (*1927 - 2000) dans Highlander (TV)
- Bruno Devoldère (*1947 - 2008) dans Necronomicon
- Marc Cassot (*1923 - 2016) dans Charmed (TV)
- Gilbert Beugniot (*1940 - 2012) dans Halloween